# Ädelgransskinn
Ädelgransskinn (Peniophora piceae) är en svampart som först beskrevs av Christiaan Hendrik Persoon, och fick sitt nu gällande namn av J. Erikss. 1950. Ädelgransskinn ingår i släktet Peniophora och familjen Peniophoraceae.  Arten är reproducerande i Sverige. Inga underarter finns listade i Catalogue of Life.